# Club de striptease

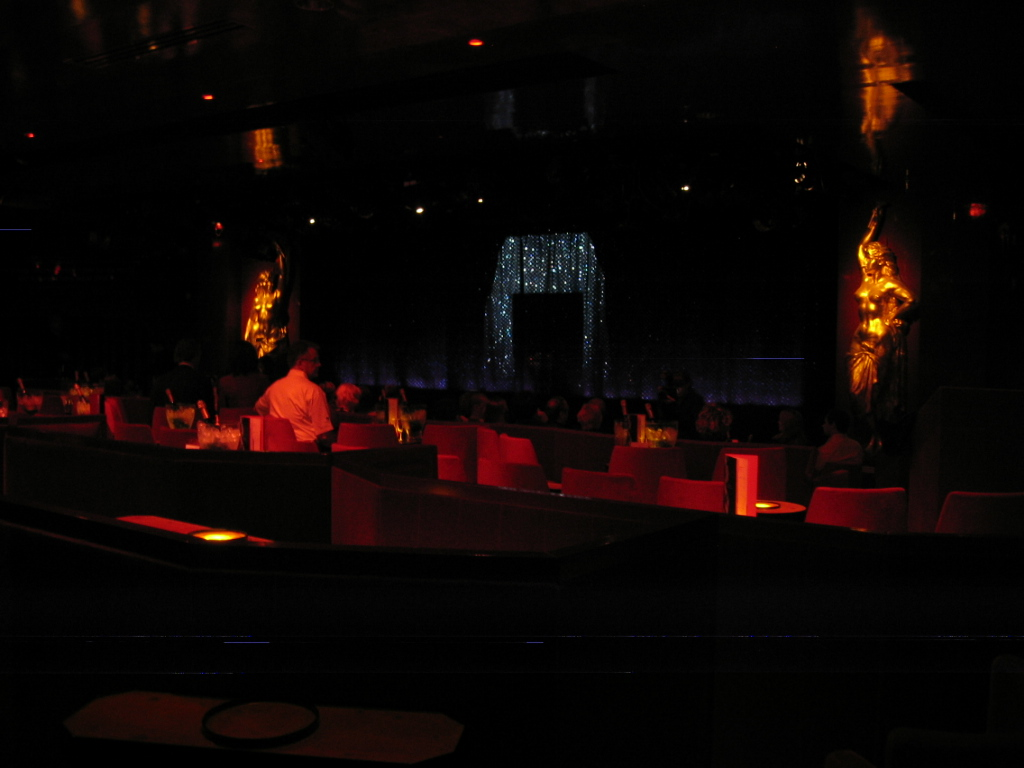
Interior d'un club de striptease

Un club de striptease és un local d'entreteniment per a adults on s'efectuen striptease o altres balls eròtics. Els clubs de striptease solen adoptar l'estil de clubs nocturns o bars, però també adopten l'estil de teatres o cabarets. Els clubs de striptease d'estil americà començaren a aparèixer fora d'Amèrica del Nord després de la Segona Guerra Mundial, arribant a Àsia en la tardana dècada de 1940s i a Europa en la dècada de 1950, on van competir amb els locals de striptease i actuacions eròtiques d'estil anglès i francès de striptease.

## Entreteniment i serveis

### Striptease
Un striptease és una dansa eròtica o exòtica en què l'intèrpret es despulla gradualment, parcialment o totalment d'una manera seductora i sensual. mentre fa això, l'intèrpret farà que els clients se sentin càlids, escoltin i oblidin els seus problemes. El principal treball d'un stripper és entretenir i fer somiar els clients mentre són semi "psicòlegs". La persona que realitza un striptease es coneix comunament com a "stripper" o ballarina exòtica. La majoria dels strippers són dones. L'estriptís i la nuesa pública han estat objecte de prohibicions legals i culturals i d'altres consideracions estètiques i tabús. Les restriccions de lloc es poden deure a requisits i restriccions de llicència de llocs i a una àmplia varietat de lleis nacionals i locals. Aquestes lleis varien considerablement a tot el món i fins i tot entre diferents parts del mateix país.
L'estriptís implica despullar-se lentament i sensualment. El stripper pot allargar la despullada assegurant-se que l'acumulació sensual es fa correctament mitjançant tècniques com posar-se roba real o posar roba o mans davant de parts del cos acabades de despullar, com pits o genitals, d'una manera sensual i lúdica. L'èmfasi es posa en l'acte de despullar-se juntament amb el moviment sexualment suggeridor, en lloc de l'estat de despullar-se. En el passat, l'actuació sovint acabava tan bon punt acabava el despullament, tot i que els strippers actuals solen continuar ballant nus. El vestit que porta el stripper abans de despullar-se forma part de l'acte. En alguns casos, la interacció del públic pot formar part de l'acte, ja que el públic insta el stripper a treure més roba o el stripper s'acosta al públic per interactuar amb ells.
A diferència del teatre burlesc, la forma popular moderna de teatre de tires pot minimitzar la interacció entre client i ballarí, reduint la importància de les burles a la representació en favor de la velocitat de despullar-se. La majoria de clubs tenen una rotació de ballarins en la qual cada ballador, al seu torn, actuarà per a una o més cançons en una seqüència fixa que es repeteix durant un torn. Els clubs menys formals tindran ballarins que es tornen quan un escenari es buida o té un flux lliure d'animadors on l'escenari té un nombre d'animadors que es mouen a voluntat. Els animadors destacats no solen formar part de la rotació i generalment tenen fixats els horaris en què es realitzaran, que s'anuncien durant el torn. Si un DJ és present, ell o ella presentarà la rotació i normalment anunciarà els ballarins actuals a l'escenari i, possiblement, qui pot esperar en futurs decorats.

### Danses privades
En els espectacles de peep, fets amb un client assegut en un estand privat separat d'un ballarí per vidre o plàstic, pot no haver-hi música durant un espectacle, en què la dona es treu la roba i mostra el seu cos al client. En els clubs que ofereixen models de roba interior, que són espectacles de peep en què un ballarí balla i tira en privat per a un client, normalment sense barreres, les representacions també es poden realitzar amb o sense un escenari formal o música. Normalment, durant un ball privat, la dona es despulla amb la roba interior i actua ballant.
Les danses privades de les principals zones del club solen adoptar la forma de danses de taula, danses de falda i danses de sofà i danses de llits, entre d'altres. Un ball aeri és una forma particular de ball privat en què es produeix poc o cap contacte entre el ballarí i el client. Aquesta classe de dansa abasta les diferents categories anteriors, i alguns ballarins poden realitzar danses aèries quan s'esperaven formes de dansa més intenses i es pagaven pel contacte. La direcció del club pot establir preus estàndard per a diversos serveis de dansa, però els strippers individuals, si es permeten, negociaran els seus propis preus, que poden ser superiors o inferiors a la tarifa anunciada. Les danses de taula es distingeixen d'altres formes de ball en què es poden realitzar allà on el client està assegut al pis principal. El ball de taula també pot referir-se a una forma de ball privat amb un toc mínim en què l'intèrpret es troba físicament sobre una taula de cafè davant dels clients. No s'han de confondre els balls de taula amb els escenaris de sobretaula, on el stripper es troba a l'alçada dels ulls o sobre una plataforma envoltada de cadires i, en general, suficient superfície de taula perquè els clients puguin posar begudes i propines.
Quan s'ofereixen, es fan danses de volta a tot tipus de llocs i seients, que van des de simples tamborets i cadires de cuina fins a butaques de pell de felpa. També es poden realitzar amb el client situat en aquestes zones designades. Un servei proporcionat per molts clubs consisteix a posar un client a l'escenari amb un o més ballarins per a un ball de ball públic. Les ocasions d'aquest tipus d'actuacions són festes de solter i aniversaris, entre d'altres. Les zones de ball del llit requereixen més espai perquè estan dissenyades de manera que el client sigui propens als animadors situats a sobre d'ells. Els balls de llits són els menys habituals dels tres i, en molts clubs, són una opció més cara que un lap dance a causa de la novetat i el nivell de contacte més alt entre el client i el proveïdor de serveis.

## Strippers

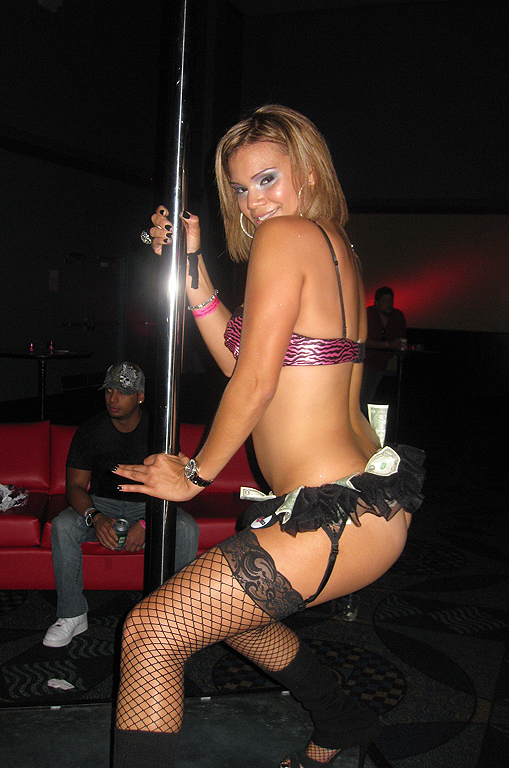
Una stripper actuant

Les formes modernes de striptease americanitzades minimitzen la interacció dels strippers amb els clients, reduint la importància de les burles en el rendiment en favor de la velocitat de despullar-se (despullar-se). No tots els strippers acabaran una representació completament nua, tot i que la nuesa completa és habitual quan la llei no ho prohibeix. La integració del pol burlesc com a puntal quasi omnipresent ha desplaçat l'èmfasi en el rendiment cap a una expressió més acrobàtica i explícita que l'estil burlesc de desenvolupament lent. La majoria dels strippers treballen en clubs de strip. Una "ballarina de casa" treballa per a un determinat club o franquícia, mentre que una "ballarina de llargmetratge" tendeix a tenir el seu protagonisme fent aparicions en un circuit de clubs. Els artistes (ballarins) sovint no són empleats reals del club, sinó que actuen com a contractistes independents.

## Videojocs

### Grand Theft Auto V
Els Strip clubs estan a l'ordre del dia a la sèrie Grand Theft Auto. Pole Position Club de Vice City, San Andreas's Pig Pen i Triangle Club de GTA IV són notables per si mateixos. Anant al Vanilla Unicorn es pot veure un Stripper fer un ball de pole o demanar a un Stripper que faci un ball privat i per primera vegada a la sèrie Grand Theft Auto els Strippers estan amb els pits fora i els calçotets; això també va ser a Grand Theft Auto IV, però els límits censurats a Grand Theft Auto V hi són visibles. Un cop ha començat la dansa privada, la Stripper ballarà mentre ella ho faci; cal tocar-la i flirtejar, però s'ha de parar atenció al botador que, si t’atrapa tocant 3 vegades, et tira del Strip Club, si Trevor va comprar el Strip Club durant la història la regla de no tocar 3 protagonistes serà eliminada per a tots. L'objectiu és aconseguir que la barra I like estigui plena per emportar-la a casa, només la podeu fer amb 4 Strippers. Més tard, podeu trucar a un altre Stripper fent un ball privat amb 2 noies que ella també arrossega. En canvi, a Grand Theft Auto V Online es pot tocar a voluntat perquè no hi ha cap gandula i per flirtejar s'ha d'utilitzar el micròfon, quan surti de la sala privada amb la barra igual plena, el Stripper et donarà el seu número; a Online us donen el número de totes les noies. Quan tingueu el número, podeu trucar a un stripper a casa i donar-vos una volta lliure en bikini i roba interior. El Strip Club de Grand Theft Auto V es considera el millor actual i el més realista

#### Curiositat
les curiositats de Vanilla Unicorn
- La idea original abans era que els Strippers romanguessin en Bikinis durant les Danses Privades, però ens van tornar a pesar per despullar els Strippers i, per a això, hi va haver moltes crítiques per part de les dones que deien que era massa exagerat.

- Si la barra no està plena i s'acaba el programa, els Strippers s'enfaden.

- Quan esteu al Strip Club, els amics poden veure que sou al Strip Club.

- totes les danses privades que gasten diners i molt més al Strip Club es compten i són visibles per a tothom.

- Al Japó, els strippers tenen els mugrons censurats quan fan un ball privat.

- Si aneu al Strip Club amb un personatge femení a Grand Theft Auto V Online i teniu un ball privat, res canviarà.

### El Sabotador
Cap club d'aquesta llista és més omnipresent que La Belle De Nuit. L'escena inicial de The Saboteur té lloc a la casa burlesca parisenca i els jugadors són rebuts immediatament per una dona en topless. Mentre procedeix a balancejar els malucs a l'escenari, la càmera es desplaça cap endavant per revelar una habitació plena de nazis borratxos abans que finalment ens presentin el personatge principal. Sean Devlin és un mecànic afable que està afiliat a la Resistència francesa, però pot passejar lliurement pel club de strips sense generar sospites, ja que els alemanys embriagats estan preocupats per les actuacions de cabaret. Els clubs de Strip es troben sovint en llocs discrets que es troben a la part inferior de la societat, però La Belle De Nuit és el centre de The Saboteur. Actua com a seu del joc i Sean utilitza la cambra posterior com a amagatall. Quan no intenta alliberar els carrers de París, Sean pot fer un viatge al soterrani per a una exhibició privada amb tres noies franceses. En un moviment descarat, Electronic Arts va mantenir com a ostatges les escenes de nus per animar els jugadors a comprar el joc nou en lloc de recollir-lo al mercat secundari. El joc es va incloure amb un codi DLC gratuït per habilitar la nuesa, però hauríeu d'aconseguir el DLC per separat si heu comprat el joc utilitzat.

### Hitman: absolució
Durant el cinquè capítol de Hitman: Absolution, els jugadors tenen l'encàrrec d'eliminar el propietari d'una discoteca anomenada Dom Osmond. Dom és propietari d'un establiment fora de l'horari públic a Chicago que es diu Vixen Club, però és una mena d'adult. Sovint obliga els seus empleats a la prostitució i utilitza amenaces de violència per mantenir-los en línia. Llàstima que sigui un ximple, perquè el Club Vixen té molt talent! El lloc compta amb un gran escenari amb múltiples pals de separador i els ballarins estan il·luminats amb llums de neó. També hi ha un escenari més petit per a festes i casetes privades al darrere. El lloc salta i la seguretat és reduïda, de manera que hi ha literalment centenars de testimonis potencials. Haureu de navegar per un mar de gent per localitzar el vostre objectiu i probablement haureu de trobar una disfressa al llarg del camí. Hi ha diferents maneres d'eliminar Dom i fins i tot podeu utilitzar el seu propi establiment contra ell. Els miralls bidireccionals de la part posterior us permeten controlar-lo sense sospitar i podeu deixar-li caure una bola de discoteca per matar-lo directament. Molts dels clubs d'aquesta llista se centren completament en l'escenari principal, però Hitman: Absolution us ofereix una visió interior de com funcionen les barres de tires.

### Duke Nukem 3D
Els clubs de tires de videojocs se senten sovint fora de lloc o innecessaris, però són temàticament adequats per a l'univers de Duke Nukem, ja que tota la sèrie està alimentada per la fantasia del poder masculí. Duke Nukem 3D es troba en un distòpic Los Angeles enmig d'una invasió alienígena, però la indústria del sexe és viva i florida. La segona etapa del joc ens porta a un barri vermell on trobem una botiga de llibres per a adults i un bar de bandes adjacent. A tot el nivell, veureu revistes amb x per terra i cartells de moda a la paret, però l'atracció més gran són els despulladors treballadors. El lloc està plens d'estrangers hostils, però les noies continuaran ballant fins i tot mentre les bales cauen al seu voltant. (Han de tractar horrible música de club i llums estroboscòpics constants, així que suposo que és fàcil ignorar alguna disputa ocasional.) Trobareu strippers en molts jocs de Duke Nukem, però Duke Nukem 3D els va preparar per a tots. Fins aquell moment, va ser un dels primers jocs que us permetia interactuar amb els strippers amb qualsevol capacitat. Si Duke dona diners als ballarins, es treuran la part superior i començaran a sacsejar la mercaderia. Els seus mugrons estan coberts de borles, però segueixo agraint el sentiment.

### The Witcher III
Hi ha diversos prostíbuls a The Witcher III, però la Passiflora és considerada la casa de plaers més fina de tot Novigrad. Tot i ser condemnats per les autoritats religioses, molts guàrdies del temple utilitzen els serveis de la Passiflora i tracten bé les dones. També és afavorit pels comerciants i els jugadors i és el lloc perfecte per planificar assassinats. El bordell alberga més d'una dotzena de prostitutes i Geralt pot demanar els serveis de moltes d'elles. Fins i tot hi ha una puta elfa calenta llançada a la barreja. El sexe segur no va ser realment una cosa als Quatre Regnes durant el segle xiii, i només puc imaginar la difusió de les ETS. Tanmateix, Geralt no s'ha de preocupar d'aquestes coses, ja que és completament immune a totes les malalties. També és infèrtil i, per tant, bàsicament té un passi gratuït per petar tantes putes com vulgui sense preocupar-se de les conseqüències.

### Snatcher
Outer Heaven va ser un estat hostil que va servir com a escenari del primer joc de Metal Gear, i Hideo Kojima va reutilitzar el nom per a una unió de bandes a Snatcher. Assumint el paper d'un detectiu, els jugadors entren al club exclusiu per recopilar informació sobre un sospitós d'assassinat. Haureu de trobar una màscara abans que us permeti l'entrada i els altres patrons també es faran passar per diferents personatges. Els clients estaven disfressats de populars personatges de ciència-ficció en les versions originals de 8 bits, però van ser substituïts per vestits de Konami en les versions posteriors. Va ser una emoció entrar a un bar i veure a Goemon, Sparkster i Simon Belmont, però la principal raó per la qual tothom va a Outer Heaven és per l'entreteniment. Quan accediu al bar, veureu una forma vermella de bon nom anomenada Isabella que fa les seves coses en un escenari molt il·luminat. L'animació és crua segons els estàndards actuals, però el joc deixa clarament clar que el seu ball és realment quelcom especial. És com una versió més petita de Jessica Rabbit amb estiletes a la cuixa i una tanga de cuir. Outer Heaven és relativament manso pel que fa als clubs de tires i no hi ha nus de què parlar, però Isabella és una moneda de deu centaus. Tindreu l'oportunitat de parlar amb ella un a un, i es veu encara millor de prop que a l'escenari.

### Metro: Last Light
Metro: Last Light es troba en un Moscou post-apocalíptic i la major part de la història es desenvolupa dins del sistema de metro subterrani. L'estació de Venècia està envoltada d'una xarxa de rius subterranis i és vista pels forasters com un cau gegant de lladres. És un lloc fosc i depriment amb una infraestructura en ruïnes, de manera que el club de strip destaca com un entorn acollidor que aporta un toc de lleugeresa a un entorn d'una altra manera trist. El club es reparteix per una sèrie de vagons de metro abandonats que estan adornats amb cortines vibrants i obres d'art de colors. En entrar, veureu una dona vestida de llenceria ballant bastons davant d'una petita gentada. És una mica estret, però hi ha cabines privades que permeten més intimitat. Més endavant, tindreu l'oportunitat de comprar un lap dance després d'haver forçat agressivament un stripper en topless a una de les cabines. Alguns punts de venda van insistir que l'escena era problemàtica, però a la nena se li paga pels seus serveis i sembla que gaudeix amb la seva feina. En termes generals, em costa queixar-me quan una dona esportista s'inclina davant meu.

### God of War: Ghost of Sparta
Molts jocs de la sèrie God of War inclouen mini-jocs sexuals on Kratos fa esclatar a les dones putes. Les seves conquestes van des de thots aleatoris fins a la mateixa Afrodita, però Ghost of Sparta presenta putes adequades en una casa de putes adequada. Mentre visita la seva ciutat natal, Esparta, Kratos passa un bordell i és convidat a l'interior per dues noies treballadores. Sense perdre temps, agafa les dones sobre les seves espatlles, troba el llit més proper i fa un viatge a la ciutat de Pound. L'acció té lloc fora de la pantalla, però podem veure el peu del llit balancejant-se violentament. Altres noies comencen a reunir-se per veure de què tracta tota l'enrenou i moltes d'elles decideixen unir-se a les festes. Les coses es tornen més intenses a mesura que augmenta l'assistència i Kratos acaba amb vuit dones emocionades en el moment en què tot està dit i fet. Tota l'escena només dura uns 30 segons aproximadament, però totes les prostitutes estan satisfetes i tothom és guanyador.

### Dragon Age: Origins
Hi ha molts establiments a l'univers de l'Era del Drac on podeu comprar serveis sexuals. Per cert, la prostitució és legal a la terra de Thedas i els patrons de la indústria abasten tots els estrats de la societat. El Pearl és un dels bordells més exclusius de la sèrie i hi ha alguna cosa per a tothom. Podeu obtenir els serveis d'homes o femelles de diferents races i també us pot demanar que us sorprengueu. Si trieu aquesta opció, és possible que tingueu les mans lligades a l'esquena o que us col·loquin en una habitació plena d'objectes aleatoris i eines ambigües. També podeu despertar-vos al costat d'un nano de vestits creuats o trobar-vos compartint un llit amb dos animals semblants a porcs que intenten evitar el contacte visual per algun motiu. La majoria dels vostres acompanyants reaccionaran negativament si sucumbiu a les vostres indulgències sexuals, però agraeixo el imprevisible i excessiu que poden ser les excursions aleatòries.

### Final Fantasy VII
El Honey Bee Inn no és tan elegant com la majoria dels altres locals d'aquesta llista, però és un dels prostíbuls més famosos dels jocs. Situada al cor dels barris marginals de Midgar, la fonda és un club per a adults només per a membres on totes les noies porten vestits d'abella. Els visitants poden optar per allotjar-se en una de les quatre sales temàtiques, però només hi ha dues disponibles quan arriba Cloud. La "sala de grups" està formada per homes corpulents que insisteixen a banyar-se amb Cloud per alguna raó. Quan s'acaba la prova, un dels homes regala a Cloud un parell de calçotets de biquini. L'habitació "& $ #%" és encara més desconeguda i farà que Cloud s'apagui completament. Finalment, es despertarà sota un home musculós, però hi ha tantes preguntes que no tenen resposta. Les altres habitacions estan ocupades per altres visitants, però Cloud té l'opció d'observar els forats de les claus com el rastre que és. També pot aventurar-se al vestidor i obtenir ajuda amb les seves gestes de vestir creuat. El Honey Bee Inn és inquietant i estrany, però és probable que no oblideu la vostra estada.